# Шариш

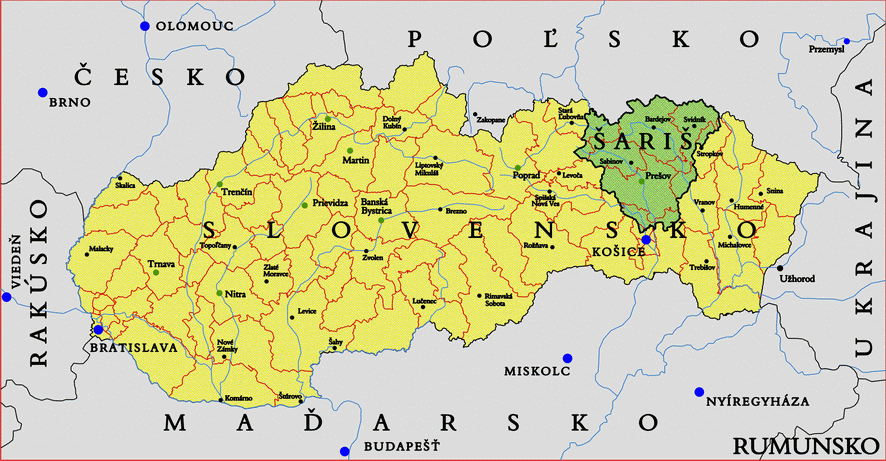
Розташування Шариш в Словаччині

Ша́риш, Шариська жупа (словац. Šarišská župa, угор. Sáros vármegye; лат. Comitatus Sarossiensis) — традиційна назва історичного району на північному сході Словаччини.

## Історія
До 1919 року Шариш був адміністративно-територіальною одиницею комітату Шарош в Угорському королівстві, що знаходився в сточищах рік Ториси і Топлі. З 1919 року Шариш входить до складу Словаччини.

## Географія
Головним містом регіону спершу був Шаришський Град, а з XVIII століття — Пряшів. Територія 3 600 км².

### Населення
Населення 174 600 чол. (1910). Його площа в 1910 році була 3652 км². Південна частина Шариша була заселена словаками і пословаченними русинами(українцями), менша, північна, входила до складу української етнографічної території: 1 300 км², у 1914 — 46 700 населення, у тому числі 32 200 русинів-українців, 9 700 словаків.